# Inga Liljeström
 (juin 2018).
Inga Liljeström est une chanteuse-compositrice expérimentale australo-finlandaise. Son style musical traverse de nombreux genres : de l'électronique en passant par le rock, le folk, le country ou encore l’avant-garde.
Inga décrit son travail comme « très visuel » : elle s’inspire des paysages qui l’entourent, mais aussi du cinéma et de l’univers visuel qui l’accompagne au quotidien.

## Biographie
Née en Australie d’un père d’origine scandinave et d’une mère d’origine anglaise, elle grandit à Bellingen, sur la côte nord de Nouvelle-Galles du Sud, au milieu d’une nature omniprésente, inspirant son univers artistique.
Élevée par sa mère et sa tante, elle découvre les arts et plus particulièrement la musique et la poésie très jeune : Melanie Safka, Nick Drake, Walt Whitman... Très timide, elle écrit tous les jours, sur de petits morceaux de papier qu’elle éparpille dans la maison familiale ou consigne dans des sacs.
À l’âge de 10 ans, elle rejoint avec sa famille une communauté religieuse alternative au sein de laquelle la musique joue un rôle important. C’est alors qu’elle se découvre une passion pour le chant. Inga commencera donc à apprendre le chant, l’improvisation et la guitare, lui permettant de se libérer de sa timidité.
Naturellement, elle entame des études de musique et étudie l'improvisation jazz à l’Université Southern Cross. Au cours de ses études, son travail s’articule autour des grandes chanteuses de jazz : Billie Holiday, Sarah Vaughan, Nina Simone, Nancy Wilson… Elle s'intéresse également au cinéma dès cette époque, toujours attirée par l'univers visuel, et s'essaye à la composition de musique de films. Parallèlement, elle apprend également le chant joik de Laponie et étudie la musique d’influence espagnole.
Après ses études, elle déménage à Sydney, où elle se lance dans la composition de ses propres titres, accompagnée par Felicity Wilcox, avec qui elle monte un groupe de punk rock expérimental, Helgrind. Elle poursuit cependant son avancée musicale en solo et décroche une bourse gouvernementale du Conseil des arts grâce à laquelle elle enregistre un premier album auto-produit : Urchin.

## Carrière

### Albums
Elle enregistre son premier album en auto-production en 1998 : Urchin. Ensuite elle a eu l’occasion de chanter avec différents groupes, notamment le groupe australien de trip-hop / jazz Directions in Groove, où elle effectue plusieurs featuring sur l’album Curveystrasse. Elle enregistre également le single Dust Me Selecta avec le groupe Gerling, ou collabore encore avec le groupe australien The Church sur l’album acoustique.
En 2005, grâce à l’obtention d’une seconde bourse, elle enregistre Elk, son premier album commercialisé, qui s’est classé en tête de l’Independent Australian Dance Charts durant un an.
En 2011, au cours d’un voyage en Europe, elle rencontre Jean-Philippe Feiss, violoncelliste, avec qui elle monte un nouveau projet qui aboutira à un second album, Black Crow Jane, probablement le plus rock de sa discographie. Black Crow Jane a été diffusé pendant plusieurs mois sur France Inter et elle s’est produite en live pour cette radio, notamment lors de l’émission Le Fou du roi.
Elle revient ensuite en Australie et s’installe auprès de sa sœur dans la région des Blue Mountains près de Sydney. Comme toujours, influencée par la nature qui l’entoure, elle y compose Two Dangers, son troisième album, plus intimiste et personnel, sorti en 2014.
Son dernier album en date, We have tigers, est le fruit d'une collaboration avec le compositeur primé Michael Lira. Ensemble, ils ont monté une campagne de financement avant d'être signés sur le label français Accords Croisés. L'album sort ainsi en 2017.
Ses compositions et sa voix ont illustré divers films et programmes télévisés, notamment Left Ear d'Andrew Wholley, la série Rake diffusée sur ABC, les saisons 1 et 2 de Dracula sur Sky TV, mais aussi The Kettering Incident de la BBC ou encore dans le film documentaire Wild Antarctica de la série de vidéo Wild Destination de Galaxiid, primé ‘Best Music & Nature Film’ lors du Wildlife Conservation Film Festival en 2017.

### Projets annexes
En 2006, Inga participe au projet Paradise City, un spectacle entre théâtre et danse, réunissant divers artistes, acrobates, performeurs, projet dirigé par Branch Nebula et produit par Performing Lines. Dans ce spectacle, Inga interprète une diva déchue, chantant les états d’âmes des performeurs. Elle a ainsi tourné avec la compagnie au Brésil, en Amérique du Sud et dans les régions d’Australie durant plusieurs mois, et a tenu une saison à l’Opéra de Sydney. Pour la musique, elle a travaillé avec Bob Scott. Ce projet a été présenté au « Helpmann Award for Best Visual or Physical Theatre Production », les récompenses nationales de l'Australie pour les performances en direct, notamment théâtrales.
Inga a prêté sa voix à des enregistrements de Gotye (vainqueur d’un Grammy Award et récompensé d’un Aria pour Mixed Blood), Carmen Rizzo (producteur nommé aux Grammy Awards) et Holly Wood Mon Amour de Nouvelle Vague.

### Divers
La chanteuse a tourné en Australie et en Europe, dans des salles telles que The Studio (Opéra de Sydney) et participé à de nombreux festivals comme Colours of Ostrava (République tchèque) et Wrocklaw festival (Pologne). Elle s’est également produite dans des églises pour des concerts acoustiques utilisant uniquement la réverbération naturelle des lieux.
Inga a aussi eu l'occasion d'intervenir auprès d'universités en Europe et en Australie dans le cadre de programmes de résidence, en créant des spectacles multimédias avec des étudiants en art, en musique et en cinéma. Inga a aussi étudié la thérapie par le son, utilisant des bols tibétains, des gongs, chants et tambours chamaniques. Elle enseigne maintenant avec l'International Sound Healing Academy.

## Discographie
- Urchin, auto-production, 1998
- Elk, Groovescooter Records, 2005
- Sprawling Fawns, Groovescooter Records, 2006
- Quiet music for quiet people, Vitamin Records, 2006
- Radjur, DVD, Groovescooter Records
- Urchin (réédition), Groovescooter Records, 2010
- Black Crow Jane, Emergent/Groovescooter Records, 2011
- Songs of Sorrow for the Hollow of His Heart, Groovescooter Records, 2012 / 2013
- Two Dangers, Groovescooter Records, 2014
- He Have Tigers, Accords Croisés, 2017